# حباب هابل

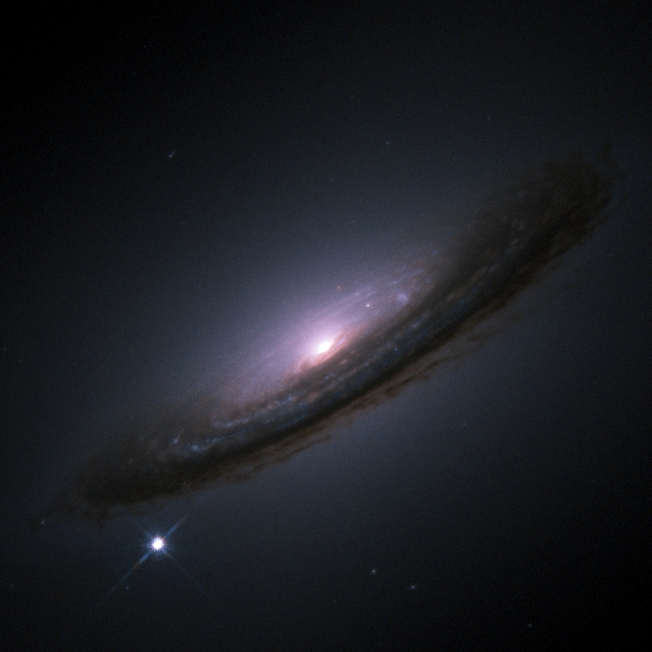
The تلسکوپ فضایی هابل reveals many local anomalies in the generally homogeneous character of interstellar space, such as this galaxy (NGC 4526) and the supernova beside it (SN 1994D).

حباب هابل (انگلیسی: Hubble bubble) در اخترشناسی عبارت از «انحراف مقدار محلی ثابت هابل از مقدار میانگین جهانی آن»، یا، از نگاه فنی‌تر، «یک تک قطبی محلی در میدان سرعت ویژه است؛ که احتمالاً ناشی از یک فضای خالی محلی در چگالی جرمی."
ثابت هابل، به نام اخترشناس ادوین هابل، که او انبساط جهان را در کارهای خود به روشنی نشان می‌دهد، سرعت انبساط را اندازه‌گیری می‌کند. برابر با اصل کوپرنیکی که زمین در مرکز نیست و در موقعیت خاصی نسبت به دیگر اجرام قرار ندارد، می‌توان انتظار داشت که اندازه‌گیری این ثابت در هر نقطه‌ای از جهان همین مقدار را به دست آورد. از سوی دیگر، اگر زمین در مرکز یک منطقه با چگالی بسیار کم از محیط میان‌سیاره‌ای (یک خلأ نسبی یا نزدیک به آن) قرار داشت، انبساط محلی فضا به دلیل کمبود جرم نزدیک برای کاهش سرعت آن، سریع‌تر می‌شد؛ بنابراین، ستاره‌های درون چنین «حبابی» (حباب هابل) سریع‌تر از انبساط عمومی جهان از زمین دور می‌شدند. این وضعیت می‌تواند جایگزینی برای انرژی تاریک در توضیح انبساط شتاب‌دار جهان باشد یا به توضیح تنش هابل کمک کند.